# Archaeopteropus transiens
L'archeopteropodo (Archaeopteropus transiens) è un pipistrello estinto, vissuto nell'Oligocene inferiore (circa 32 milioni di anni fa). L'unico resto fossile rinvenuto è stato trovato in una lignite del Veneto (Italia).

## Descrizione
Nonostante il fossile originale sia andato perduto durante la seconda guerra mondiale, sono disponibili alcuni calchi che hanno permesso di studiare in dettaglio l'anatomia dell'animale. L'apertura alare era di circa un metro, e la morfologia scheletrica era molto simile a quella delle attuali volpi volanti (gen. Pteropus). Il secondo dito della mano, tuttavia, era molto sviluppato. Il cranio, piuttosto danneggiato, mostra ugualmente una mandibola dotata di denti a forma di tubercoli; questa caratteristica non è riscontrabile in alcuna forma attuale.

## Classificazione
La morfologia di Archaeopteropus ha fatto ipotizzare che questo animale appartenesse ai megachirotteri, il sottordine di pipistrelli che attualmente include le grandi forme frugivore note come volpi volanti. Alcune caratteristiche specializzate della dentatura, tuttavia, mostrano chiaramente che Archaeopteropus è un ramo evolutivo estintosi senza lasciare discendenza.